# AMD-mikroprocesszorok listája
Ez a szócikk egy időrendbe állított lista az AMD által gyártott processzorokról.

## Az AMD-től származó architektúrák

### Am2900 széria (1975)
- Am2901 4 bites bitszeletes  processzor (1975)
- Am2902 előolvasó átvitelgenerátor
- Am2903 4 bites bitszeletes ALU hardveres szorzóval
- Am2904 állapot- és eltoláskezelő egység
- Am2905 busz csatoló (transceiver)
- Am2906, Am2907, Am2908 busz csatolók paritásellenőrzéssel
- Am2909 4 bites címszekvenszer
- Am2910 12 bites címszekvenszer (mikroprogram-kontroller)
- Am2911 4 bites címszekvenszer
- Am2912 busz csatoló

### 29000 (29K) (1987–95)
- AMD Am29000 (röviden 29K) (1987)
- AMD 29027 FPU (lebegőpontos koprocesszor)
- AMD 29030 2-buszos RISC processzor
- AMD 29035
- AMD 29040
- AMD 29050 beépített integrált FPU-val (1990)
- AMD 292xx RISC mikrokontroller-család beágyazott rendszerekhez

### Egyéb RISC (2002)
- Alchemy család

## x86-os architektúra processzorai

### 2nd source (1979–1986)
(az Inteltől licencelve)
- 8086
- 8088
- 80286

### Amx86 széria (1986–1995)
- Am286
- Am386 (1991)
- Am486 (1993)
- Am5x86 (1995)

### K5 sorozat (1995)
- AMD K5 (SSA5/5k86)

### K6 sorozat (1997–2001)
- AMD K6 (NX686/Little Foot) (1997) K6-P
- AMD K6-2 (Chompers/CXT)
  - AMD K6-2-P (Mobile K6-2)
- AMD K6-III (Sharptooth)
  - AMD K6-III-P
- AMD K6-2+
- AMD K6-III+

### K7 sorozat (Athlon) (1999–)
- Athlon (Slot A) (Pluto/Argon/Orion/Thunderbird) (1999)
- Athlon (Socket A) (Thunderbird) (2000)
- Duron (Spitfire/Morgan/Appaloosa/Applebred) (2000)
- Athlon MP (2001) (Palomino/Thoroughbred/Thorton) (2001)
- Athlon 4 (Corvette/Mobile Palomino)  (2001)
- Athlon XP (Palomino/Thoroughbred (A/B)/Barton/Thorton) (2001)
- Mobile Athlon XP (Mobile Palomino) (2002)
- Mobile Duron (Camaro/Mobile Morgan) (2002)
- Sempron (Thorton/Barton) (2004)
- Mobile Sempron

## x86-64 architektúra processzorai

### K8 sorozat (2003–)
- Opteron (SledgeHammer) (2003 szeptember 9)
- Athlon 64 FX (SledgeHammer) (2003 szeptember 23)
- Athlon 64 (ClawHammer/Newcastle) (2003 szeptember 23)
- Mobile Athlon 64 (Newcastle) (2004)
- Athlon XP-M (Dublin) (2004) Note: AMD64 letiltva
- Sempron (Paris) (2004) Note: AMD64 letiltva
- Athlon 64 (Winchester) (2004 október 14)
- Turion 64 (Lancaster) (2005 augusztus 25)
- Athlon 64 FX (San Diego) (2005 április 15)
- Athlon 64 (San Diego/Venice) (2005 április 4)
- Sempron (Palermo) (2005 április)
- Athlon 64 X2 (Manchester) (2005 augusztus 1)
- Athlon 64 X2 (Toledo) (2005 április 21)
- Athlon 64 FX (Toledo) (2005 második fele)
- Turion 64 X2 (Taylor) (2006 eleje)
- Athlon 64 X2 (Windsor) (2006 eleje)
- Athlon 64 FX (Windsor) (2006 eleje)
- Athlon 64 X2 (Brisbane) (2006 második fele)
- Athlon 64 (Orleans) (2006 május 23)
- Sempron (Manila) (2006 május 23)
- Sempron (Sparta)
- Opteron (Santa Rosa)
- Opteron (Santa Ana)
- Mobile Sempron

### K9 sorozat
Törölve lett. Az AMD a K10-zel (10h) folytatta, mivel el kívánta kerülni, hogy összetévesszék a kétmagos K8-asokkal.

### K10 sorozat (2007–)

#### K10 sorozat CPU tagjai
- Opteron (Barcelona) (2007. szeptember 10.)
- Phenom FX (Agena FX) (2008 első fele)
- Phenom X4 (9-es széria) (Agena) (2007. november 19.)
- Phenom X3 (8-as széria) (Toliman) (2008 április 23)
- Athlon 6-series (Kuma) (February 2007)
- Athlon 4-es széria (Kuma) (2008 december 15)
- Athlon X2 (Rana) (2009 október)
- Sempron (Spica) (Q1 2008)
- Opteron (Budapest) (2008 április)
- Opteron (Shanghai) (2009 április 22)
- Opteron (Magny-Cours) (2010 március 29)
- Phenom II
- Athlon II
- Turion II (Caspian) (2009 szeptember 10)

#### K10 széria APU tagjai
- Llano (K10 magok + Redwood-class GPU) (2011)

### BulldozerArchitektúra (Bulldozer,Piledriver,Steamroller, Excavator)
- Interlagos Opteron (Bulldozer mag) (Q4 2011)
- Zambezi (Bulldozer mag) (2011)
- Vishera (Piledriver mag) (2012)
- Kaveri (Steamroller mag) (2014)
- Carrizo (Excavator mag) (2015)
- Bristol Ridge és Stoney Ridge (Excavator mag) (2016)

### Bobcat mag architektúra (APU)
Alacsony fogyasztású APU-k
- Ontario (2011)
- Zacate (2011)

### Jaguar Family (Jaguar, Puma) (APU)
Alacsony fogyasztású APU-k
Jaguar APU-k (2013–tól)
- Kabini (laptopok)
- Temash (tabletek)
- Kyoto (micro-szerverek)
- G-Series (beágyazott felhasználás)

Puma APU-k (2014–től)
- Beema (laptopok)
- Mullins (tabletek)

### Zen architektúra
CPU-k és APU-k esetén egyaránt használt mikroarchitektúra
Zen CPU-k (2017–től)
- Summit Ridge Ryzen (asztali)
- Whitehaven Ryzen Threadripper (asztali)
- Naples EPYC (szerver)
- Raven Ridge Zen APU with RX Vega (asztali & laptop)
- Pinnacle Ridge Ryzen 2. generáció (asztali)